# 1-Heksen
1-Heksen, heks-1-en – organiczny związek chemiczny z grupy alkenów, jeden z kilkunastu izomerycznych heksenów. Jest bezbarwną, nierozpuszczalną w wodzie cieczą.

## Otrzymywanie
Jedną z głównych metod otrzymywania 1-heksenu jest oligomeryzacja etenu. Może też być otrzymywany poprzez dehydratację 1-heksanolu.

## Zastosowanie
1-Heksen jest stosowany głównie jako komonomer przy produkcji liniowego niskociśnieniowego polietylenu o małej gęstości (LLDPE), podczas której powoduje powstawanie krótkołańcuchowych rozgałęzień. Stosowany jest również do otrzymywania heptanalu w procesie hydroformylowania.